# پیز اسکرسن
پیز اسکرسن (به لاتین: Piz Scerscen) یک کوه در سوئیس است که در کانتون گراوبوندن واقع شده‌است. پیز اسکرسن ۳٬۹۷۱ متر بالاتر از سطح دریا واقع شده‌است.